# Sukzessivkontrast

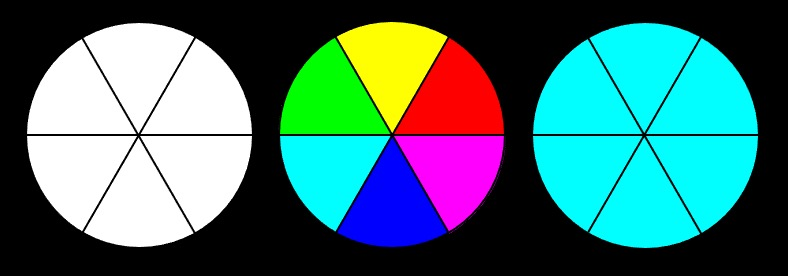
Sukzessivkontrast mit buntem Nachbild: Fixiert man etwa 30 Sekunden den mehrfarbigen Kreis und dann die Mitte des weißen Kreises links, erscheinen in den Segmenten die komplementären Nachbilder. Blickt man nach dem Fixieren des farbigen Kreises auf die Mitte des blauen Kreises rechts, mischen sich die Nachbildfarben mit dem Blau und das Cyan im rechten oberen Sektor erscheint besonders intensiv.

Der Sukzessivkontrast (auch folgender Kontrast, Nachbildkontrast, Nachkontrast, Nacheffekt, Farbnacheffekt, negatives Nachbild, englisch successive contrast) (von lateinisch succedere: ablösen, (zeitlich) folgen, nachfolgen, nachrücken, allmählich eintreten; mittellateinisch successive: allmählich, nach und nach, schrittweise eintretend) ist ein physiologisch bedingtes Phänomen bzw. ein visueller Kontrast, bei dem unser Gesichtssinn (Auge und Gehirn) zu jeder Farbempfindung allmählich (sukzessiv) ein Nachbild in der Komplementärfarbe erzeugt. Nicht zu verwechseln ist der Sukzessivkontrast mit dem Simultankontrast (gleichzeitiger Kontrast), bei dem in der Umgebung einer Farbe gleichzeitig (simultan) die Komplementärfarbe erscheint.

## Beschreibung

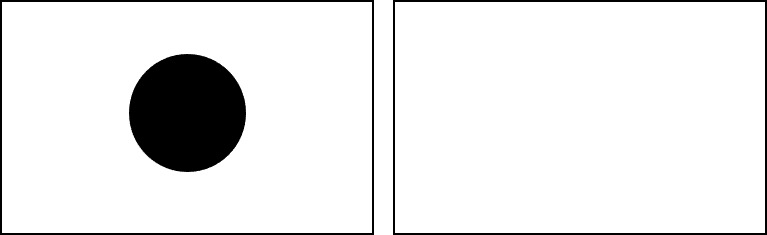
Unbuntes Nachbild: Nach dem Fixieren des schwarzen Kreises erscheint das Nachbild in einem hellen Weiß, das heller als der weiße Untergrund ist. Bei diesem Sukzessivkontrast wird des Farbmerkmal Helligkeit umgekehrt.

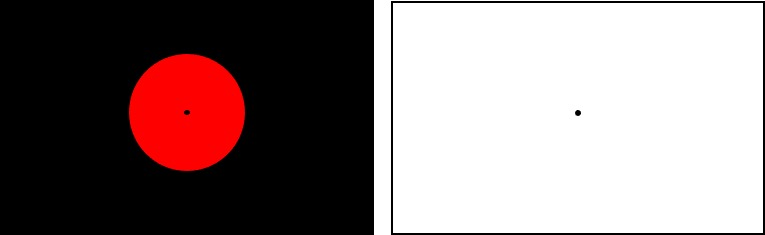
Buntes Nachbild: Nach dem Fixieren des roten Kreises erscheint das Nachbild in einem hellen Grün auf dem weißen Untergrund. Bei diesem Sukzessivkontrast wird des Farbmerkmal Farbton umgekehrt.

Fixiert man eine farbige Fläche etwa 30 Sekunden oder länger, erscheint im Nachbild auf einer unbunten (weißen, grauen oder schwarzen) Fläche oder bei geschlossenen Augen auf der Netzhaut die Fläche in der zugehörigen Komplementärfarbe. Dabei werden stets zwei Farbmerkmale umgekehrt: der Farbton und die Helligkeit. Das Nachbild ist virtuell (imaginär, nicht wirklich vorhanden), dauert nur eine kurze Zeit und ist zart und schwebend. Es zeigt die Komplementärfarbe, die sich auf diese Weise bestimmen lässt. Allerdings bedarf es großer Anstrengung, das Auge starr auf eine Farbe einzustellen, weshalb das Phänomen im alltäglichen Umgang mit Farbe oder beim Betrachten von Kunstwerken kaum eine Rolle spielt. Die exaktesten Nachbilder erhält man, wenn die reale Farbe auf schwarzem Grund liegt und man das Nachbild auf einer weißen Fläche betrachtet.

## Erklärung
Durch die fortwährende Reizung derselben Sehzellen (Rezeptoren) in der Netzhaut (Retina) ermüden die Sehzellen, d. h. das Sehpigment in den Sehzellen wird allmählich verbraucht. Es tritt der Farbeindruck der Rezeptoren in den Vordergrund, deren Pigmente nicht verbraucht wurden, solange bis die entsprechenden Pigmente wieder aufgefüllt sind. Betrachtet man beispielsweise eine Zeitlang einen roten Kreis und schaut anschließend auf eine unbunte Fläche, so entsteht dort der Eindruck eines schwach grünen Kreises. Da das rote Sehpigment verbraucht ist, sieht man wegen des Rot-Grün-Systems für eine gewisse Zeit die Farbe Grün.

## Anwendung
Die Berücksichtigung des Sukzessivkontrastes ist wichtig, wenn man gezwungen ist, längere Zeit auf eine bestimmte farbige Fläche zu schauen. Die Augen ermüden oder schmerzen, man sieht andersfarbige Flecken und kann sich nicht konzentrieren.
Ärztinnen und Ärzte können Operationen nicht mehr exakt durchführen, wenn das rote Blut auf weißen Tüchern grüne Flecken erzeugt. Deshalb benutzen sie Abdecktücher in der Komplementärfarbe Grün bis Blaugrün, damit die Flecken nicht mehr zu sehen sind. Oder wenn jemand blaue Gegenstände bearbeitet oder sortiert, sollte der Arbeitstisch eine gelbbraune Holztönung besitzen.

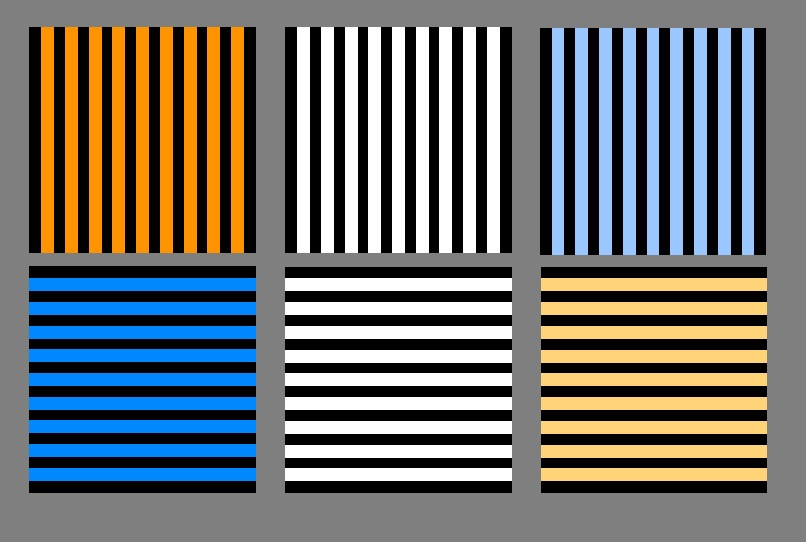
McCollough-Effekt: Zunächst betrachtet man abwechselnd mehrfach hintereinander das Bild mit orangefarbenen, senkrechten Streifen auf schwarzem Grund und das Bild mit blauen, waagerechten Streifen auf schwarzem Grund. Fixiert man danach ein schwarz-weißes Streifenbild, dessen eine Hälfte senkrecht und die andere waagerecht gestreift ist, erscheinen die senkrechten Streifen blau gefärbt und die waagerechten gelblich.

## Spezialfall: der McCollough-Effekt
Die US-amerikanische Psychologin Celeste McCollough (geb. 1927) berichtete 1965 über eine spezielle Variante des Sukzessivkontrastes, den nach ihr benannten „McCollough-Effekt“. Den Versuchspersonen wurden abwechselnd mehrfach hintereinander zwei Bilder gezeigt. Das eine zeigte ein Muster aus orangefarbenen, senkrechten Streifen auf schwarzem Grund und das andere blaue, waagerechte Streifen ebenfalls auf schwarzem Grund. Danach wurde den Testpersonen ein schwarz-weißes Streifenbild gezeigt, dessen eine Hälfte senkrecht und die andere waagerecht gestreift war. Die senkrechten Streifen erschienen den Personen blau gefärbt, die waagerechten gelblich. Der Versuch zeigt, dass nicht nur eine vorher gesehene Farbe den Sukzessivkontrast bestimmt, sondern dass auch eine enge Interaktion zwischen Farbe und Form besteht. Der Nacheffekt kann über mehrere Wochen hin anhalten. Nach dieser außergewöhnlich langen Zeit kann er nicht durch die Ermüdung der Sehzellen entstehen, sondern lässt sich durch Konditionierungsprozesse erklären.

## Geschichte
Bereits Leonardo da Vinci hat den Sukzessivkontrast um 1500 genauer beschrieben. Exakte Studien wurden allerdings erst im 18. und frühen 19. Jahrhundert durchgeführt. 1860 hat der deutsche Philosoph und Psychophysiker Gustav Theodor Fechner den Kontrast genau ausgemessen. Der deutsche Physiologe Ewald Hering und der österreichische Physiologe Armin Tschermak-Seysenegg erkannten, dass die Kontrastverstärkung durch den Sukzessivkontrast und den Simultankontrast die Schärfe der Bilder auf der Netzhautbilder verbessert.